# Vilar (Thanjavur)
Vilar es una  ciudad censal situada en el distrito de Thanjavur en el estado de Tamil Nadu (India). Su población es de 9028 habitantes (2011). Se encuentra a 8 km de Thanjavur y a 39 km de Kumbakonam.

## Demografía
Según el censo de 2011 la población de Vilar era de 9028 habitantes, de los cuales 4247 eran hombres y 4781 eran mujeres. Vilar tiene una tasa media de alfabetización del 86,61%, superior a la media estatal del 80,09%: la alfabetización masculina es del 91,34%, y la alfabetización femenina del 82,50%.